# Jean Mattéoli
Pour les articles homonymes, voir Matteoli.
Jean Mattéoli, né le 20 décembre 1922 à Montchanin-les-Mines (Saône-et-Loire) et mort le 27 janvier 2008 dans le 8e arrondissement de Paris, est un homme politique français.
Il est ministre du Travail et de la Participation dans le troisième gouvernement de Raymond Barre de 1979 à 1981 et président du Conseil économique et social de 1987 à 1999.

## Biographie
Engagé dans des actions de Résistance dès le mois d'août 1940, il appartient à deux réseaux : le Bureau des opérations aériennes et le Réseau Navarre en qualité de chargé de mission. Arrêté le 7 avril 1944, il est déporté successivement aux camps de concentration de Neuengamme puis de Bergen Belsen. Il est à ce titre, l'objet de trois citations dont deux à l'ordre de l'Armée et une à l'ordre du Régiment.
Entré en 1945 comme chargé de mission au cabinet du commissaire de la République de Bourgogne et Franche-Comté, il est, dès l'année suivante, nommé chargé de mission pour les questions économiques et financières au cabinet de l'administrateur général de la zone française d'occupation en Allemagne d'Émile Laffon, qu'il accompagne lorsque celui-ci prend ses fonctions de président des Houillères du Bassin du Nord et du Pas-de-Calais dans le Nord de la France.
En octobre 1968, pour sa connaissance exceptionnelle du terrain, le gouvernement le nomme commissaire à la conversion industrielle de la région Nord-Pas-de-Calais, président du bureau départemental d'industrialisation des Ardennes et, en 1973, président des Charbonnages de France.
Dirigeant du Front travailliste, membre du Conseil économique et social au début de 1973, il est élu, en octobre 1974, président de la section des problèmes économiques généraux et de la conjoncture.
Il entre au gouvernement de Raymond Barre en novembre 1979 comme ministre du Travail et de la Participation, à la suite du décès de Robert Boulin.
Élu en 1983 conseiller de Paris, adjoint au maire chargé du commerce et de l'artisanat, et conseiller régional d'Île-de-France, il abandonne sa fonction à la mairie de Paris à la suite de son élection à la présidence du Conseil économique et social, en avril 1987, succédant à Gabriel Ventejol. Il est ensuite réélu président de cette Assemblée, le 10 octobre 1989, le 10 mars 1992, le 28 septembre 1994 et le 25 mars 1997.
À la demande du Premier ministre Édouard Balladur, il présente un « rapport sur les obstacles structurels à l'emploi », dit rapport Mattéoli, en septembre 1993, dans le but de « recenser les phénomènes qui vont à l'encontre de la création d'emplois ». Il constitue alors un groupe de réflexion où se retrouvent notamment Patrick Devedjian, Philippe Vasseur, Michel Godet, Didier Pineau-Valencienne, Claude Bébéar et Alain Minc. Ce rapport préconise la baisse des charges pour les emplois les moins qualifiés et propose le contrat d'insertion professionnelle (CIP). Créé par la loi quinquennale du 20 décembre 1993 et le décret du 23 février 1994, il est supprimé par le décret du 30 mars 1994 et la loi du 8 août 1994 à la suite des manifestations d'étudiants et de salariés.
De 1985 à 1990, il est le patron de la société Tréfilerie et Câblerie d'Alsace.
Président de la Fédération nationale des déportés et internés de la Résistance (FNDIR) de 1987 à 1993, il en devient ensuite le président d'honneur. Il participe, en 1993, à la création de la Fondation de la Résistance dont il est le président.
En 1992, il fait démolir l'immeuble de la direction des phares, voisin immédiat du Conseil économique et social, pour y étendre les bureaux du Conseil. L'immeuble construit en 1867 était surmonté d'une coupole de phare datant du XIXe siècle.
En décembre 1995, le Premier ministre Alain Juppé le nomme médiateur dans le conflit avec la SNCF.
Par décret du président de la République du 9 mai 1996, il est nommé membre du Conseil de l'ordre national de la Légion d'honneur.
En février 1997, le Premier ministre Alain Juppé lui confie la mission d'étudier les conditions dans lesquelles les biens appartenant aux Juifs de France ont été confisqués, acquis par fraude, violence ou vol, tant par l'occupant que par les autorités de Vichy, entre 1940 et 1944. À la tête de la Fondation de la Résistance depuis 1993, Jean Mattéoli a aussi présidé la mission d'étude sur la spoliation des Juifs de France, créée après le discours de Chirac reconnaissant la responsabilité de l'État dans la déportation des Juifs de France. Il témoigne par ailleurs en défense de Maurice Papon, lors de son procès qui débuta en octobre 1997 et qui prit fin en avril 1998 ,.
Jean Mattéoli est élu, par acclamation, président d'honneur du Conseil économique et social le 28 septembre 1999. Le 17 avril 2000, il présente les travaux de la mission d'étude sur la spoliation des Juifs de France au Premier ministre Lionel Jospin, qui décide de créer la Fondation pour la mémoire de la Shoah.
Il meurt le 27 janvier 2008 des suites d'un cancer,.

## Décorations
- Grand-croix de la Légion d'honneur en 1998[11]
  -  Grand officier de la Légion d'honneur (nommé le 13 juillet 1994)
  -  Commandeur de la Légion d'honneur (décoré le 23 octobre 1971)[12]
- Croix de guerre 1939–1945
- Médaille de la Résistance française